# Нугуд, Мухаммед Ибрахим
Мухаммед Ибрагим Нугу́д (1930 — 22 марта 2012 года) — суданский политик, генеральный секретарь Суданской коммунистической партии.

## Биография
Учился в Хартумском университете, откуда был в 1952 году исключён за участие в революционной деятельности Союза студентов университета. Продолжил учёбу за рубежом — в 1953—1958 годах в Софийском университете в Болгарии. После возвращения в Судан неоднократно подвергался арестам, тюремному заключению, высылкам в южные провинции страны.
С декабря 1964 года — член Центрального комитета СКП, в 1965 году избран секретарём ЦК СКП по пропаганде, с 1967 года являлся членом Политбюро ЦК СКП. После казни Абд-аль-Халика Маджуба в 1971 году руководил партией на протяжении более 40 лет (с конца 1971 — как член генерального секретариата, с мая 1973 — как единоличный генеральный секретарь ЦК СКП, с 2006 года — как председатель партии).
Время его руководство расценивается как период длительного спада влияния компартии. Вместе с тем, Нугуд объявлял, что партия по-прежнему пользуется широкой поддержкой «рабочих, крестьян, студентов, женщин, национальных меньшинств, в Нубийских горах, на Юге и в Дарфуре».
Баллотировался в качестве кандидата на президентских выборах 2010 года, но выступил плохо, заняв с 0,26 % последнее место из кандидатов. Нугуд умер в Лондоне в марте 2012 года в более чем 80-летнем возрасте.